# Carex pachystylis
Carex pachystylis är en halvgräsart som beskrevs av Jacques Étienne Gay. Carex pachystylis ingår i släktet starrar, och familjen halvgräs. Inga underarter finns listade i Catalogue of Life.